# Čtvrtá hvězda
Čtvrtá hvězda je český televizní sitcom, který byl premiérově vysílán Českou televizí od 6. ledna do 24. března 2014. Natočili ho Jan Prušinovský a Miroslav Krobot se scenáristickým přispěním Petra Kolečka. V hlavních rolích se představil kompletní ansámbl Dejvického divadla.

## Děj
Mladý venkovan Štěpán Koláček (Václav Neužil), který se právě vrátil z pobytu v Anglii, získává místo nočního recepčního v omšelém libeňském hotelu Meteor, kde je již zaměstnán jeho vykutálený strýc František (Ivan Trojan). Štěpán se zamiluje do své kolegyně Pavlíny (Martha Issová), která v hotelu plní roli denní recepční. Vídá ji tím pádem pouze tehdy, když probíhá střídaní směn. Navíc má Štěpán úspěšnějšího soka – je jím Pavlínin partner, skalní fanoušek Sparty a příležitostný milenec hotelové manažerky Terezy (Lenka Krobotová), hotelový údržbář David (David Novotný). Tereza jde tvrdě za svým snem získat pro trojhvězdičkový hotel Meteor hvězdičku čtvrtou. Nijak jí v tom nepomáhá její flegmatický exmanžel Theodor (Martin Myšička), který zastává post ředitele hotelu. Jeho jediným zájmem je totiž zdokonalování se v čínské hře mahjong. Příběh tedy sleduje nelehkou cestu za získáním čtvrté hvězdy, kořeněnou peripetiemi různých vztahů na pracovišti mezi více či méně bizarními postavami.

## Obsazení
- Václav Neužil – Štěpán, nový noční recepční
- Ivan Trojan – František, Štěpánův strýc, noční recepční a zlodějíček
- David Novotný – David, údržbář
- Martha Issová – Pavlína, denní recepční, Davidova partnerka
- Martin Myšička – Theodor, ředitel
- Lenka Krobotová – Tereza, manažerka, Theodorova exmanželka
- Simona Babčáková – Jiřina, barmanka
- Miroslav Krobot – Tichý, šéfkuchař
- Jaroslav Plesl – Smutný, kuchař
- Marek Taclík – Jindra, taxikář a kadeřník
- Klára Melíšková – Libuška, hotelová společnice
- Pavel Šimčík – Major, Františkův hluchoněmý kumpán
- Jana Holcová – Oksana, uklízečka
- Pavlína Štorková – Alena, uklízečka
- Lukáš Příkazký – policajt
- Hynek Čermák – farář
- Radek Holub – Uran
- Jan Kašpar – invalidní host
- Taťjana Medvecká – Štěpánova matka

## Seznam dílů
| Č. v seriálu | Původní název     | Režie                             | Scénář                                          | Premiéra v ČR   | Sledovanost (v mil. diváků) |
| ------------ | ----------------- | --------------------------------- | ----------------------------------------------- | --------------- | --------------------------- |
| 1            | Kytara            | Jan Prušinovský a Miroslav Krobot | Petr Kolečko, Jan Prušinovský a Miroslav Krobot | 6. ledna 2014   | 1,232                       |
| 2            | Transformace      | Jan Prušinovský a Miroslav Krobot | Petr Kolečko, Jan Prušinovský a Miroslav Krobot | 13. ledna 2014  | 0,903                       |
| 3            | Zlatý důl         | Jan Prušinovský a Miroslav Krobot | Petr Kolečko, Jan Prušinovský a Miroslav Krobot | 20. ledna 2014  | 0,814                       |
| 4            | Nina              | Jan Prušinovský a Miroslav Krobot | Petr Kolečko, Jan Prušinovský a Miroslav Krobot | 27. ledna 2014  | 0,843                       |
| 5            | Uran              | Jan Prušinovský a Miroslav Krobot | Petr Kolečko, Jan Prušinovský a Miroslav Krobot | 3. února 2014   | 0,881                       |
| 6            | Zítra točím v Aši | Jan Prušinovský a Miroslav Krobot | Petr Kolečko, Jan Prušinovský a Miroslav Krobot | 10. února 2014  | 0,888                       |
| 7            | Zásek             | Jan Prušinovský a Miroslav Krobot | Petr Kolečko, Jan Prušinovský a Miroslav Krobot | 17. února 2014  | 0,834                       |
| 8            | Vyhazov           | Jan Prušinovský a Miroslav Krobot | Petr Kolečko, Jan Prušinovský a Miroslav Krobot | 24. února 2014  | 0,887                       |
| 9            | Zázrak            | Jan Prušinovský a Miroslav Krobot | Petr Kolečko, Jan Prušinovský a Miroslav Krobot | 3. března 2014  | 0,878                       |
| 10           | Ochránce smečky   | Jan Prušinovský a Miroslav Krobot | Petr Kolečko, Jan Prušinovský a Miroslav Krobot | 10. března 2014 | 0,854                       |
| 11           | Hodina H.         | Jan Prušinovský a Miroslav Krobot | Petr Kolečko, Jan Prušinovský a Miroslav Krobot | 17. března 2014 | 0,823                       |
| 12           | Třináct sirotků   | Jan Prušinovský a Miroslav Krobot | Petr Kolečko, Jan Prušinovský a Miroslav Krobot | 24. března 2014 | 0,836                       |

## Produkce

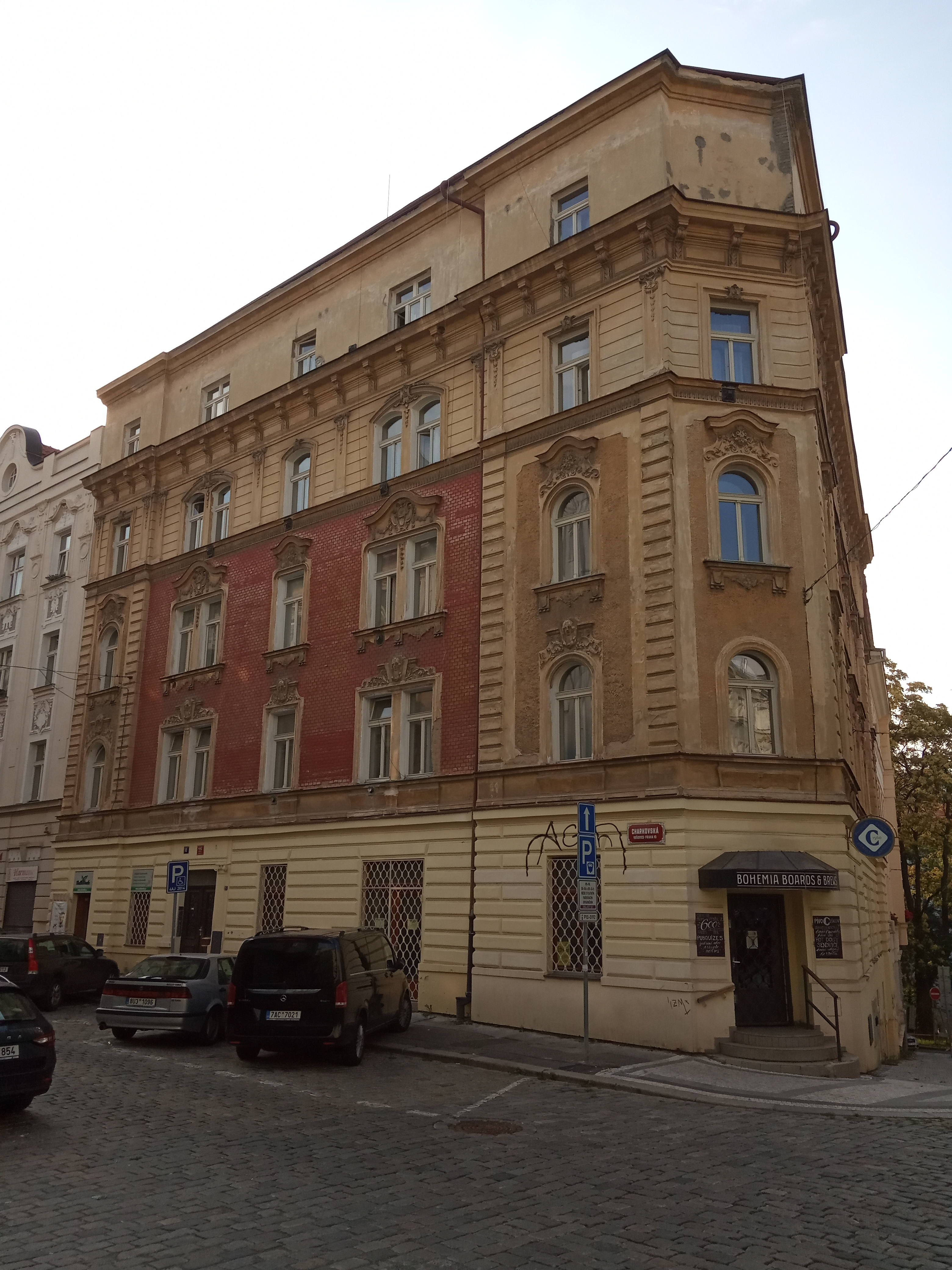
Budova hotelu v Charkovské ulici

### Název
Seriál se měl jmenovat Hotel Meteor.

### Natáčení
První klapka padla 15. dubna 2013. Natáčení probíhalo v kulisách hotelu na Kavčích horách. Seriál se před startem natáčení několikrát zkoušel hrát na dejvické scéně a i v prostorách natáčení, což je na seriálu zajímavé. Dne 7. února 2014 byla oznámena další spolupráce Dejvického divadla na novém seriálu.

## Ocenění
Na festivalu Finále Plzeň byl seriál oceněn Zlatým ledňáčkem.